# 富士山測候所を活用する会

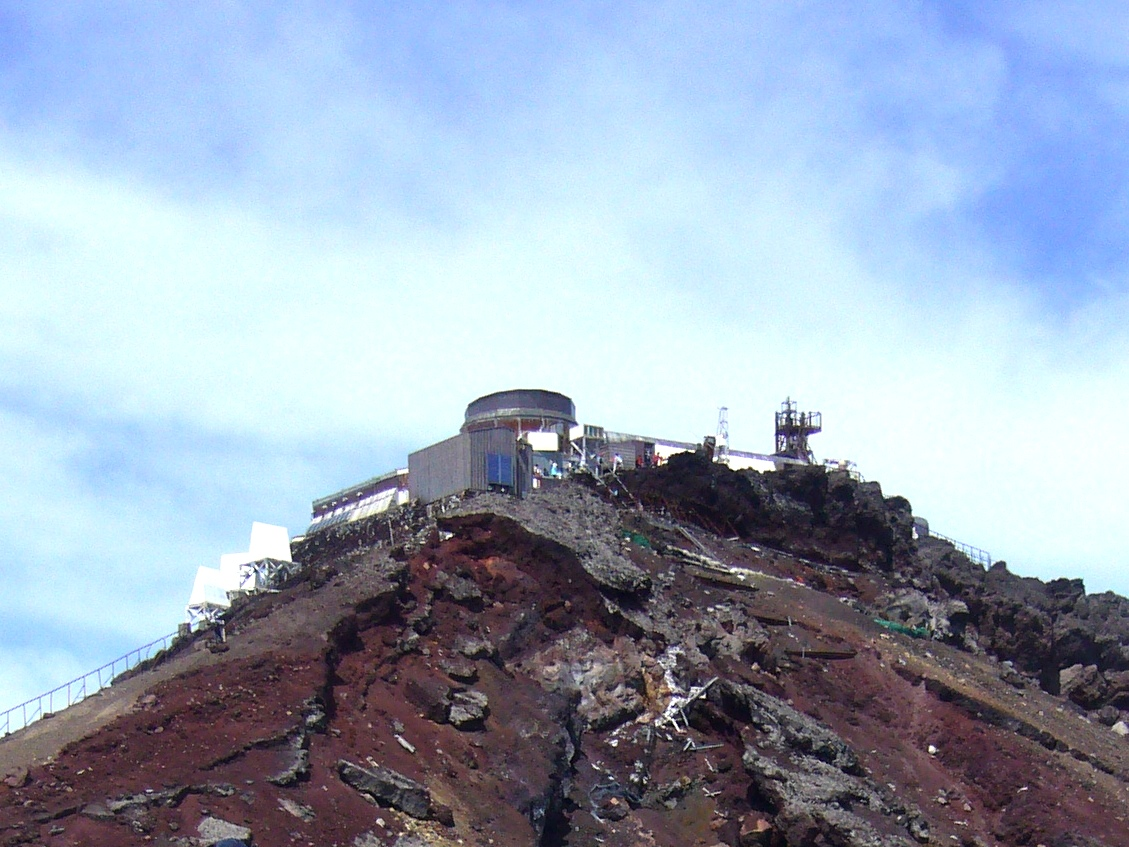
富士山測候所

認定NPO法人富士山測候所を活用する会（にんていえぬぴーおーほうじんふじさんそっこうじょをかつようするかい、英  Non Profit Organization, Mount Fuji Research Station, 略称　MFRS）は、2004年に無人化された富士山測候所の一部を借り受け、大気観測などの研究・教育利用を行う研究者主体のNPO法人。

## 概要
無人化された旧富士山測候所を借り受け、日本一の高所である富士山頂でなければできない研究・教育活動を行う、研究者を中心としたNPOである。研究分野は大気化学・物理学、宇宙線科学・大気電気、永久凍土、高所医学、教材開発・新技術開発ほか多岐にわたり、分野横断的な活動を行なっている。
夏でも気温が氷点下になる程の厳しい極地でもある富士山頂の環境を生かし、研究・技術開発と同時に新しい世代の育成も行う。高所という厳しい条件下での管理運営は安全第一をモットーとし、気象庁による72年間に及ぶ気象観測の時代に培われた様々なノウハウを継承しつつ、新時代に向けた高所研究施設としての活用を展開している。

## 沿革
- 2004年8月 - 大気化学観測（二酸化炭素、オキシダントなどの微量気体、PM2.5などエアロゾルや雲・霧など）、高所医学、天文学、植物生態学などの研究者が合流して富士山高所科学研究会[2]が結成。

- 2005年11月 - NPO法人富士山測候所を活用する会として新たに組織編成。

- 2007年6月 - 気象庁による「富士山測候所の庁舎の一部貸付」の公募に入札し本NPOが落札。

借用後の活動は、気象庁との借用契約の時期により第1期（2007年-2009年）、第2期（2010年-2012年）、第3期（2013年-2018年）、第4期（2019年-2024年）に分かれる。
- 2007年7月 - 第1回夏季観測による測候所の活用開始。58日間に延べ212人の研究者が9つの研究テーマについての活動を無事故で終了。

- 2008年1月 - 第1回成果報告会を実施。

- 2010年3月 - 3年間の借用契約を締結。

- 2011年7月 - 福島原発事故の影響を調べるために富士山登山道で環境放射線を測定。

- 2011年7月 - 山頂に初めてライブカメラを設置し雲の映像を無線LANにより配信。
- 2012年6月 - NPOの活動と研究成果を記した「よみがえる富士山測候所 2005-2011[4]」が成山堂書店より出版。

- 2012年12月 - 富士山測候所の新たな5年間の継続借り受け（2013年7月1日から2018年9月10日）が承認。通年での同一エリアの借用が可能となる。

- 2012年12月 - 所轄庁の東京都に対して仮認定NPO法人の申請。

- 2013年7月 - 仮認定NPO法人に仮認定される。

- 2013年7月 - 麓と山頂を結ぶ送電線から、小山町須走口五合目に分電を開始する。
- 2014年3月 - 「NHKカルチャーラジオ 科学と人間 水と大気の科学 - 富士山頂の観測から[5]」出版。

- 2015年10月 - NHK総合テレビ「ブラタモリ」富士山測候所を取材、会の研究活動を紹介

- 2015年6月 - 所轄庁の東京都に対して認定NPO法人の申請を行う。

- 2016年1月 - 認定NPO法人に認定される。

- 2017年11月 - 御殿場市・時の栖において、国際シンポジウム（2017 Symposium on Atmospheric Chemistry and Physics at Mountain Sites: ACPM2017）を、NPOが中心となって開催する。

- 2018年8月 - 富士山測候所の5年間（2018年9月11日から）の借受延長が決定。

- 2019年1月 - 富士山環境研究センターが発足。

- 2019年8月 - 科学研究助成事業に係る研究機関に指定され、機関番号を取得。

- 2020年1月 - 新規コロナウイルス感染症の拡大に伴い、第13回夏季観測を中止する。
- 2021年4月 - 東京事務所（事務局）を「東京都新宿区大久保2-5-5 中村ビル2階」に移転

## 研究活動
富士山測候所はその立地特性から、活用分野は多岐にわたる。 独立峰の富士山は、大陸から運ばれる大気を観測する監視タワーとしての役割をもち、日本最高峰という立地は平地では不可能な宇宙線や雷の観測所として、また、高所医学、高所トレーニングの場となる。 
極地としての富士山頂は、その過酷な自然条件を利用した各種の実証実験に使われるほか、富士山の雄大な自然は体験・教育の場でもある。

### 活動の成果
2007年以来の便宜的な分類に基づき、活動の成果をまとめる。なお、この分類は今後見直しが予定されている。（　）内の数字は、研究分野に関する2007以降10年間の平均値を示す。

#### 大気化学（41％）
日本で唯一の4000ｍ近い高度の観測サイトとして、自由対流圏大気の連続観測が可能である。アジア大陸からの越境大気汚染、温室効果気体であるCO2濃度のハワイ・マウナロア観測所との比較、PM2.5の東アジア地区の比較などに用いられ、また火山噴火予知のためのSO2, H2Sの連続観測なども始められている。雲と霧の化学成分の観測、特に現在問題になっているマイクロプラスチックの富士山頂での観測は、世界的にも注目されている。2007年以降の研究成果：論文（査読付き）33報、総説・解説他26報、学会発表406報（2020年9月1日現在）

#### 宇宙線科学・大気電気（15％）
富士山頂では雷による被害は甚大で、従来無人で電源を利用できない原因の一つとなっていた。一方、雷そのものの発生機構などに関する研究者にとっては、4km近い高さは夏季の雷観測の絶好の観測サイトであることから、NPO発足以来、宇宙線や自然放射線の観測とともにコアグループとなって、成果を上げている。
2007年以降の研究成果：論文（査読付き）17報、総説・解説他15報、学会発表125報（2020年9月1日現在）

#### 高所医学・高所順応（17％）
富士山頂は平地の2/3の気圧で、空気中の酸素量も減少し、低圧酸素環境になる。富士山での遭難の半分は急性高山病によるものであり、そのメカニズムの研究は安全登山に欠かせない。また、海外登山や高地ツアーなどの増加に伴う事故防止のための、高所順応の第一関門である4000ｍに近い国内唯一の地点として、高所トレーニングに適している。
2007年以降の研究成果：論文（査読付き）14報、総説・解説他10報、学会発表51報（2020年9月1日現在）

#### 永久凍土・生態学（4％）
本州では唯一、永久凍土の存在が報告されている富士山頂では、それを水源として生息するコケ（蘚苔類）などの生態学的研究が温暖化の指標として行われてきた。2010年からは、地温観測孔掘削によるモニタリングによって、凍土の詳細な分布が調べられている。
2007年以降の研究成果：論文（査読付き）2報、総説・解説他4報、学会発表26報（2020年9月1日現在）

#### 教育その他（12％）、通信（11％）
富士山測候所を用いた中学生・高校生向けの教材開発と自然現象を実感できる理科実験室が試みられている。3776mの高所ならではの実験教材開発の種は尽きない。なお、避雷技術、食品貯蔵技術など新しい技術研究、また歴史資料の調査研究など新しい分野も近年増え始めている。
2007年以降の研究成果：論文（査読付き）3報、総説・解説他14報、学会発表30報（2020年9月1日現在）

## 組織・役員
NPO法人富士山測候所を活用する会オフィシャルサイト参照